# O Donzelo
O Donzelo é um filme brasileiro, lançado em fevereiro de 1971, dirigido por Stefan Wohl, e produzido por Allegro Filmes. O filme teve um público de 1.069.563 espectadores, sendo o sétimo filme mais assistido de 1971.

## Elenco
- Flávio Migliaccio
- Leila Diniz
- Irene Stefânia
- Marília Pêra
- Márcia Rodrigues
- Grande Otelo
- Marisa Urban
- Maria Gladys
- Fregolente
- Mara Rúbia
- Beatriz Veiga
- José Lewgoy
- Fábio Sabag
- Plínio Marcos
- Juju Batista (como Juju)
- Martha La Paz
- Joaquim Teodoro
- Carlos Alberto de Souza Barros
- Nonato Buzar
- Paulo Sérgio Valle
- Teresa Cristina
- Arnaldo Weiss
- Miguel Schneider
- Kátia Beleza
- Antônio Carlos Pires
- Cauby Peixoto